# Carlos Castillo Armas
Carlos Alberto Castillo Armas (Santa Lucía Cotzumalguapa, 4 novembre 1914 – Città del Guatemala, 26 luglio 1957) è stato un politico e militare guatemalteco.
Fu Presidente del Guatemala dall'8 luglio 1954 sino alla sua morte.

## Biografia

### Gli anni giovanili
Figlio di un proprietario terriero del Dipartimento di Escuintla, fu abbandonato dal padre durante l'infanzia e cresciuto dalla madre in condizioni di povertà. Dopo essersi laureato alla Escuela Politécnica dell'accademia militare, venne inviato negli Stati Uniti per essere addestrato a Fort Leavenworth, dove divenne amico di molti ufficiali delle forze armate statunitensi.
Rientrato in patria nel 1944, partecipò al colpo di Stato contro il presidente Jorge Ubico, in seguito al quale fu nominato direttore della "Escuela Politécnica" dell'accademia militare. Rigido oppositore delle tendenze progressiste che connotavano il Guatemala a cavallo tra gli anni quaranta e cinquanta, tentò senza successo di rovesciare il governo di Juan José Arévalo. Ferito ed arrestato, nel 1951 riuscì a scappare in Honduras, dove organizzò il colpo di Stato contro il successore di Arévalo, Jacobo Arbenz Guzmán.

### Il colpo di Stato
In tale progetto Armas ebbe il fondamentale appoggio degli Stati Uniti, che non gradivano i tentativi di liberalizzazione del governo di Arbenz Guzmán, né l'acquisto da parte del Guatemala di armi provenienti da Paesi del blocco comunista, Cecoslovacchia in particolare. Grazie al supporto della CIA, Castillo Armas e le sue truppe invasero il Guatemala, costringendo Arbenz Guzmán a dimettersi e a lasciare il potere a Carlos Enrique Díaz. L'operazione fu chiamata dalla CIA "Operation Success" (o PBSUCCESS). Due giorni più tardi, il colonnello Elfego Monzón depose il presidente Diaz, insediando al suo posto una giunta militare da lui stesso presieduta. Il 2 luglio 1954 Castillo Armas fu invitato ad entrare nella giunta, e l'8 luglio succedette a Monzón a capo della stessa.

### Gli anni della presidenza e la morte
Il 1º settembre 1954 i membri della giunta militare si dimisero, e Carlos Castillo Armas fu formalmente nominato presidente. Appena assunte le funzioni, Armas tolse il diritto di voto a più di metà della popolazione guatemalteca, proibendo agli analfabeti di votare. Nel luglio del 1954 cancellò la legge di riforma agraria, costringendo i contadini a lasciare le terre appena acquistate. Nello stesso anno, su richiesta della CIA, formò un Comitato nazionale di difesa contro il comunismo, responsabile di molti omicidi politici nel Guatemala degli anni cinquanta.
Nel corso degli anni successivi condusse una forte repressione contro i dissidenti politici, ricorrendo anche alle forze della ricostituita polizia segreta, dapprima allontanando dagli uffici governativi e dai sindacati tutti coloro che potevano essere sospetti di simpatie di sinistra, poi mettendo al bando partiti politici ed associazioni di contadini. Verso la fine del 1954 promulgò una legge di "prevenzione contro il comunismo", che introdusse sanzioni penali per molte attività "comuniste", tra cui l'organizzazione di sindacati.
Nel 1955 Armas rinviò le elezioni presidenziali previste per l'anno seguente, e non autorizzò le elezioni per il nuovo congresso. Solo il Movimento di Liberazione Nazionale, cioè il partito del presidente, fu autorizzato a presentare candidati. Nel 1956 approvò una nuova Costituzione e si autoproclamò presidente per altri quattro anni. Il 26 luglio 1957 fu assassinato da una guardia del palazzo presidenziale per motivi che non furono mai chiariti. L'assassino, Romeo Vásquez Sánchez, fu trovato morto poco dopo, apparentemente suicida. Ad Armas succedette Luis Arturo González López.